# Giù le mani dal mio periscopio
Giù le mani dal mio periscopio (Down Periscope) è un film commedia del 1996 diretto dal regista David S. Ward.

## Trama
Il futuro capitano della US Navy Thomas Dodge viene per la terza volta preso in considerazione per comandare un sottomarino nucleare: sebbene le sue abilità tattiche siano notevoli, l'ammiraglio Graham ritiene che non sia idoneo affidare a lui un miliardo di dollari sotto forma di sottomarino, e per avvalorare la sua tesi racconta di un incidente di lavoro e di un "tatuaggio particolare" che Dodge si è fatto fare dopo una sbronza (si fece tatuare sul pene la scritta "Benvenuti a bordo"). Ma l'ammiraglio Winslow (in realtà viceammiraglio, poiché ha tre stelle sulle controspalline), che detesta Graham e vuole bloccare la sua futura promozione tenendolo al grado di ammiraglio a due stelle (retroammiraglio nella Marina statunitense) ha altri progetti, e organizza un War Game che avrà per protagonisti Dodge e un sottomarino residuato della seconda guerra mondiale, lo USS Stingray.
Nonostante all'inizio pensi ad uno scherzo, Dodge accetta il comando, stabilendo però che nel caso riuscisse a risultare vincitore dovrà ricevere il comando di un sottomarino nucleare tutto suo, altrimenti si vedrà costretto a lasciare la Marina.
L'ammiraglio Graham però, deciso a ridicolizzare Dodge, sceglie un equipaggio particolare, che accompagnerà il capitano nell'avventura: il capitano in seconda Marty Pascal (nevrotico e arrivista), due piloti falliti (Jackson e Spots), un addetto al sonar svitato ribattezzato appunto Sonar (che si diverte a fare l'imitazione dei cetacei), l'elettricista svalvolato Nitro, il macchinista ribelle Stepanack (figlio di un alto ufficiale della Marina), il cuoco creativo Buckman e l'ufficiale d'immersione donna Emily Lake.
Nonostante le iniziali avversità, Dodge sa subito come far valere le sue doti di pirata e a come far emergere le doti del suo equipaggio, tranne che per Pascal il quale, deciso a spodestarlo per diventare capitano, viene gettato in mare tra l'ilarità di tutto l'equipaggio che lo ha subito detestato; riuscirà a vincere il War Games in barba a Knox e soprattutto a Graham, che non la prende affatto sportivamente, e Winslow sarà così soddisfatto del suo operato da dargli un nuovo sottomarino nucleare, sperando di dargli anche un equipaggio decente; Dodge rifiuta se non potrà mantenere i suoi attuali sottoposti, e Winslow accetterà la condizione, ringraziandolo anche per aver raddrizzato Stepanack (suo figlio, che usa il nome della madre).

## Curiosità
- Il sottomarino utilizzato per rappresentare lo USS Stingray è lo USS Pampanito, un sottomarino classe Balao che partecipò ad azioni belliche durante la Seconda guerra mondiale e che viene ora utilizzato come attrazione dall'Associazione nazionale dei musei marittimi di San Francisco.
- Lo sceneggiatore del film, Hugh Wilson, ha diretto e co-sceneggiato Scuola di polizia.
- Nei titoli di coda la canzone In The Navy è cantata dai Village People, che hanno realizzato il video appositamente per il film con l'aiuto del cast.